# Adenauer-Erlass
Adenauer-Erlass ist die umgangssprachliche Bezeichnung für den am 19. September 1950 von der Bundesregierung unter Bundeskanzler Konrad Adenauer (CDU) gefassten Beschluss zur Verfassungstreue der öffentlich Bediensteten in der Bundesrepublik Deutschland. Dadurch war es diesen Personen verboten, Mitglied in Organisationen zu sein, die die Bundesregierung als verfassungsfeindlich einstufte. 

## Hintergrund
Hintergrund waren die Ergebnisse bei der ersten Bundestagswahl 1949, als die Kommunistische Partei Deutschlands (KPD) 5,7 % und die rechtsextremistische DKP-DRP 1,8 % erhalten hatten und ins Parlament eingezogen waren. 

## Rechtsgrundlage
Rechtsgrundlage hierfür war § 3 Abs. 2 des Deutschen Beamtengesetzes, der festschrieb, dass die „im Dienste des Bundes stehenden Personen […] sich durch ihr gesamtes Verhalten zur demokratischen Staatsauffassung bekennen“ müssen. Der Adenauer-Erlass hat dies dahingehend präzisiert, dass die „Gegner der Bundesrepublik“ nach Auffassung der Bundesregierung ihre Bemühungen verstärkten, die freiheitlich-demokratische Grundordnung zu untergraben. Im Erlass hieß es weiter: „Wer als Beamter, Angestellter oder Arbeiter im Bundesdienst an Organisationen oder Bestrebungen gegen die freiheitlich demokratische Staatsordnung teilnimmt, sich für sie betätigt oder sie sonst unterstützt, … macht sich einer schweren Pflichtverletzung schuldig.“ Es folgte die Aufzählung von 13 Organisationen, deren Unterstützung für unvereinbar mit den Dienstpflichten erklärt wurde. 
Der Erlass richtete sich explizit gegen 11 tendenziell linke sowie gegen zwei nationalsozialistische Organisationen, das Schwergewicht lag beim Kampf gegen den Kommunismus. Neben der KPD enthielt die Aufzählung unter anderem auch die FDJ, den Kulturbund und die Vereinigung der Verfolgten des Naziregimes (VVN). Er kam für die betroffenen Personen einem Berufsverbot gleich.
Der Erlass wurde insofern kritisiert, als er formal auf die reine Mitgliedschaft abhob und nicht auf eine Einzelfallprüfung. Im öffentlichen Dienst tätige Personen, deren Verfassungstreue in Frage gestellt wurde, mussten mit Leistungskürzungen und Entlassungen rechnen, zumal im Erlass selbst „unnachsichtiges“ Vorgehen gegen „Schuldige“ angemahnt wurde und sich Bundesländer und Kommunen dem Erlass anschlossen. In der Folge wurden daher mehrere tausend Bedienstete auf ihre Verfassungstreue überprüft und bestraft. Die nationalsozialistische SRP wurde 1952 verboten, das KPD-Verbot folgte 1956. Anfang der siebziger Jahre wurde der Adenauer-Erlass in Form des Radikalenerlasses wieder aufgegriffen.